# Cai Vàng
Cai Vàng (1800-1862/1863) tên thật là Nguyễn Văn Thịnh (阮文盛) hay Nguyễn Thịnh (阮盛), là lãnh đạo cuộc nổi dậy chống lại triều đình Tự Đức ở vùng Bắc Ninh với danh nghĩa "phù Lê" năm 1862.

## Thân thế & sự nghiệp
Ông sinh trưởng tại xã Vân Sơn, huyện Phượng Nhãn, Bắc Ninh (nay thuộc xóm Kẻn, thôn Vân Sơn, xã Phương Sơn, huyện Lục Nam, Bắc Giang); trong nhà một hào mục giàu có.
Ông theo học văn và võ ngay từ thuở nhỏ. Ông có tục danh là Vàng, vì có thời làm cai tổng nên được gọi là Cai Vàng hay Cai Tổng Vàng. Vì bất mãn đường lối cai trị của nhà Nguyễn, ông lấy danh nghĩa "phù Lê", chiêu tập được một số người dân đồng chí hướng cùng làm cuộc nổi dậy.

### Khởi binh chống nhà Nguyễn
Sau khi lực lượng đủ lớn mạnh, và sau khi hiệp đồng được với Tạ Văn Phụng và Tuần Nhỡn (một trong những chỉ huy của cuộc nổi dậy Cao Bá Quát), để ứng cứu cho nhau. Thủ lĩnh Cai Vàng lần lượt dẫn quân đi đánh phá.
Sách Việt Nam sử lược chép:
Tháng ba năm Nhâm Tuất (1862), ở Bắc Ninh có tên cai tổng Nguyễn Văn Thịnh (tục gọi là Cai tổng Vàng) xưng làm nguyên súy, lập tên Uẩn (Lê Duy Uẩn hoặc Huân), mạo xưng là con cháu nhà Lê, lên làm minh chủ, rồi nhập đảng với tên (Tạ Văn) Phụng, đem binh đi đánh phủ Lạng Giang, huyện Yên Dũng, và vây thành Bắc Ninh.
Lập tức, Bố chính ở Hà Nội là Nguyễn Khắc Thuật, Bố chính tỉnh Sơn Tây là Lê Dụ và Phó lãnh binh tỉnh Hưng Yên là Vũ Tảo (hay Võ Tảo) đem quân ba tỉnh về đánh giải vây cho tỉnh Bắc Ninh. Tại đây, quân nhà Nguyễn và quân Cai Vàng giao tranh hơn 10 trận.
Sách Quốc triều sử toát yếu chép:
Vũ Tảo đánh liên tiếp hơn mười trận đều thắng cả. Tảo liền kéo quân lướt tới, quân trong thành ra giáp đánh, Thạnh (tức Nguyễn Thịnh) thua chạy, giải vây được thành Bắc Ninh. Tờ báo tiệp tâu lên, Ngài (vua Tự Đức) cho Võ Tảo tới trước đáng công đầu, thưởng thọ Lãnh binh, gia thưởng bài vàng, tiền vàng, nhưng lãnh chức cũ; lại truyền chỉ cho Tổng đốc quân vụ Đại thần Tôn Thất Hân thống quản biền binh lập tức đuổi theo...

### Bị trúng đạn chết
Mặc dù quân Cai Vàng bị đánh thua ở mặt trận Bắc Ninh, nhưng về phía Hải Dương, quân Tạ Văn Phụng vẫn còn đang bao vây và uy hiếp tỉnh thành này. Nhận được tin báo nguy, triều đình Huế liền cử nhiều tướng lĩnh, trong số đó có Trương Quốc Dụng, Nguyễn Tri Phương, Nguyễn Bá Nghi,... cùng đem quân ra trợ lực cho ba tỉnh là Bắc Ninh, Thái Nguyên và Tuyên Quang.
Sử sách không cho biết Cai Vàng chết lúc nào, nhưng căn cứ bài thơ của Vân Hồ làm năm Tự Đức thứ 16 (1863), thì ông đã chết vì trúng phải một viên đạn đại bác "vô tình", khi đang đóng quân ở tại đình làng Nhồi (tức làng Đình Bảng, phủ Từ Sơn, tỉnh Bắc Ninh), để chuẩn bị tiến đánh thành Hà Nội. Hôm ấy là ngày 30 tháng 8 năm 1862.
Tuy nhiên, có nguồn cho rằng vào ngày 30 tháng 8 năm Quý Hợi (1863), trong một lần đi tuần trên sông Thương, Cai Vàng bị quân của Vũ Tảo bắn trọng thương. Thuộc hạ cố sức phá vòng vây đưa ông về đến doanh trại thì mất.
Mặc dù Cai Vàng mất, nhưng với tài chỉ huy của người vợ thứ là Bà Ba Cai Vàng, cuộc nổi dậy do ông khởi xướng vẫn tồn tại cho đến tháng 3 năm 1864 mới chấm dứt.
Theo sử liệu thì:
Tháng 3 năm Quý Hợi (1863) Vũ Tảo đánh lấy lại thành Tuyên Quang và bắt được tên Uẩn đóng củi giải về trị tội . Đầu năm sau (1864), trong trận ở Nãi Sơn (thuộc Hải Dương), Vũ Tảo bị quân Cai Vàng giết chết. Trước cuộc chiến không cân sức, Bà Ba Cai Vàng cho bãi binh rồi đi tu.

## Vè Cai Vàng
Bài Vè Cai Vàng, không rõ tác giả. Trích một đoạn:
Cai Vàng tỉnh Bắc gan thay
Mộ quân bảy ngày được một vạn ba...
...Trong thì Cai Vàng xông pha
Ngoài thì vợ bé thứ ba đánh vào
Quân trào (triều) tán lạc binh đao,
Bốn bề súng bắn xôn xao đì đùng.
Đánh nhau đã ba giờ ròng,
Súng bắn đì đùng như thể pháo ran.
Đạn bắn như các rải đàng
Các quan vội vàng về tỉnh Bắc Ninh...
Ngoài bài vè này, lúc bấy giờ ở Bắc Ninh còn có câu:
Trên giời có ông sao dài,
Sinh ra tỉnh Bắc có cai tổng Vàng.

## Bài thơ củaVân Hồ
Theo bài thơ của Vân Hồ, làm năm Tự Đức thứ 16 (năm 1863) kể về việc Cai Vàng khởi binh, thì vị thủ lĩnh này đã chết vì trúng phải một viên đạn đại bác vô tình. Đoạn thơ đó như sau:
Cơn biến cố đất bằng dậy sóng,
Cai Tổng Vàng hò hổng một phương.
Quan quân tiểu phủ hết đường,
Văn mưu, võ dõng ra đường bó tay.
Bỗng tin báo ta nay thắng trận,
Giữa đình Nhồi đánh chặn địch quân.
Bắn ra một phát súng thần,
Vô tình trúng đạn xong thân Cai Vàng...
Khẩu đại bác trên có tên tục là "Ông Ầm", còn người bắn phát súng đó là Đội Hến. Nhưng cái công lớn này, đã bị người khác giành lấy. Tiếc cho ông, trong bài thơ trên cũng có mấy câu:
...Não lòng Hến kêu giời trách phận,
Buồn, Ông Ầm nằm trấn cửa Đông
Dìm người mạo nhận lấy công,
Trò đời vẫn thế não lòng lắm thay!
Chán ngán, Đội Hến xin thôi việc về quê, còn "Ông Ầm" kia cũng đã bị đào thải sau mấy cuộc tang thương .